# Heteragrion azulum
El caballito patón veracruzano (Heteragrion azulum), pertenece a la familia Heteragrionidae, ésta es una de las especies menos conocidas de México, pues se conocen muy pocos ejemplares y ninguno de años recientes 1.

## Clasificación y descripción de la especie
Es un caballito del diablo de la familia Heteragrionidae. Los machos se distinguen de todas las demás especies del género Heteragrion por la coloración azul grisácea de la cara y el tórax, espinas paraproctales dirigidas hacia arriba, además de presentar flagelos aplanados en la ligula genita. Cabeza: labrum negro con un punto transversal, medio basal y gris, su borde libre girado hacia abajo pero sin la distintiva carina transversal de otros Heteragrion; base de las mandíbulas, gena, clipeo y frente color gris claro, excepto por una banda negra prominente en la sutura frontoclipeal; en vista lateral, frente y clipeo en ángulo recto; vertex y occipucio negro, el vertex carece del área aplanada y blanquesina reflejante que se encuentra en la mayoría de las especies de Heteragrion; parte posterior de la cabeza y labio color canela. Protorax: lóbulos anterior y posterior negros, el resto azul grisáceo. Pterothorax: mesepisterno negro excepto por una línea azul grisáciea de 0.5 mm anterior a la sutura humeral; el resto del pterotórax azul grisáceo. Patas: coxas azul grisáceo; trocanter y fémur principalmente color canela, el resto de las marrón. Abdomen: principalmente negro, coloración blanquesina en los costados de los segmentos 1 y 2, anillo blanquesino en la base de los segmentos 3-7. Alas: hialinas, pterostigma marrón. Medidas: longitud total = 48.5 mm; abdomen = 40 mm; ala trasera = 27 mm².

## Distribución de la especie
Es endémica de México y su distribución está restringida a la región de los Tuxtlas en Veracruz 1,2.

## Hábitat
Ríos en bosque tropical.

## Estado de conservación
No se considera dentro de ninguna categoría de riesgo.